# Budihal(P.H), Sindgi
Budihal(P.H) là một làng thuộc tehsil Sindgi, huyện Bijapur, bang Karnataka, Ấn Độ.